# Frank Casañas
Pour les articles homonymes, voir Casañas et Hernández.
Yennifer Frank Casañas Hernández, né le 18 octobre 1978 à Guanabacoa, La Havane, Cuba, est un athlète espagnol, naturalisé le 30 mai 2008, spécialiste du lancer du disque.
Installé de façon permanente en Espagne depuis 2006, après avoir quitté Cuba, il a franchi ou approché, toujours dans la ville valencienne de Castellón, la mesure de 67 mètres à plusieurs reprises, plusieurs années consécutives :
- en 2006, 67,14 m, sa meilleure marque de l'année (et alors meilleur résultat en dehors de Cuba), le 12 mai ;
- en 2008, 67,91 m, son record personnel le 7 juin ;
- en 2009, il réalise un lancer de 67,17 m à Quinta do Anjo (Portugal) et en 2007, il réalise seulement 64,68 m à Uden (Pays-Bas) le 4 août ;
- en 2010, 66,95 m, sa meilleure marque de l'année, le 6 septembre ;
- en 2011, 67,18 m, sa meilleure marque de l'année, le 28 juin.

Il avait terminé 5e des Jeux olympiques de Pékin et obtenu la médaille de bronze (pour Cuba) lors des Championnats du monde juniors d'athlétisme 1996.
Il a remporté les Jeux méditerranéens 2009 en battant le record de la compétition en 65,58 m, le 1er juillet 2009.

## Palmarès
| Date                    | Compétition                              | Lieu              | Résultat          | Marque            |
| Représentant Cuba       | Représentant Cuba                        | Représentant Cuba | Représentant Cuba | Représentant Cuba |
| ----------------------- | ---------------------------------------- | ----------------- | ----------------- | ----------------- |
| 1996                    | Championnats du monde juniors            | Sydney            | 3e                | 54,86 m           |
| 1997                    | Champ. d'Am. centrale et des Caraïbes    | San Juan          | 3e                | 55,32 m           |
| 1998                    | Jeux d'Amérique centrale et des Caraïbes | Maracaibo         | 2e                | 59,38 m           |
| 2000                    | Championnats ibéro-américains            | Rio de Janeiro    | 3e                | 59,87 m           |
| 2003                    | Jeux panaméricains                       | Saint-Domingue    | 2e                | 62,61 m           |
| Représentant l' Espagne |                                          |                   |                   |                   |
| 2008                    | Jeux olympiques                          | Pékin             | 5e                | 66,49 m           |
| 2008                    | DécaNation                               | Paris             | 1er               | 63,62 m           |
| 2009                    | Coupe d'Europe hivernale des lancers     | Tenerife          | 3e                | 64,70 m           |
| 2009                    | Jeux méditerranéens                      | Pescara           | 1re               | 65,58 m           |
| 2010                    | Championnats d'Europe par équipes        | Bergen            | 4e                | 62,62 m           |
| 2010                    | Championnats ibéro-américains            | San Fernando      | 2e                | 62,08 m           |
| 2010                    | Championnats d'Europe                    | Barcelone         | 11e               | 62,15 m           |
| 2011                    | Championnats d'Europe par équipes        | Stockholm         | 2e                | 62,43 m           |
| 2012                    | Championnats d'Europe                    | Helsinki          | 5e                | 63,60 m           |
| 2012                    | Jeux olympiques                          | Londres           | 7e                | 65,56 m           |
| 2013                    | Championnats du monde                    | Moscou            | 9e                | 62,89 m           |
| 2014                    | Championnats d'Europe                    | Zurich            | 8e                | 61,47 m           |
| 2015                    | Championnats d'Europe par équipes        | Tcheboksary       | 3e                | 60,01 m           |
| 2018                    | Jeux méditerranéens                      | Tarragone         | 10e               | 55,73 m           |